# Siem Reap
Siem Reap er en by i det nordvestlige Cambodja med ca. 140.000 indbyggere. Siem Reap ligger nogle få kilometer syd for Angkor. Byen er hovedstad i Siem Reap provinsen.

## Historie
Navnet Siem Reap betyder 'Siams nederlag' — nutidens Thailand — og refererer til en århundredgammel strid mellem Cambodia og Thailand.
I 1901 begyndte École Française d'Extrême Orient (EFEO) en lang tilknytning til Angkor ved at finansiere en ekspedition til Bayon. I 1907 blev Angkor, som havde været under thailandsk kontrol returneret til Cambodia og EFEO tog ansvaret for at rydde og restaurere hele området. Samme år ankom de første turister til Angkor – et uhørt antal på 200 i løbet af 3 måneder. Angkor var blevet 'reddet' fra junglen og indtog sin plads i den moderne verden.
Siem Reap var ikke meget mere end en landsby da de første franske opdagelsesrejsende genopdagede Angkor i det 19. århundrede. Med returneringen af Angkor til Cambodian (som var under fransk kontrol) i 1907, bgyndte Siem Reap at vokse og absorberede den første bølge af turister. Grand Hotel d'Angkor åbnede sine døre i 1929 og templerne ved Angkor vedblev at være et trækplaster for Asien indti slutningen af 1960'erne og tiltrak besøgende som Charlie Chaplin og Jackie Kennedy. I 1975, blev Siem Reaps befolkning som resten af bybefolkningerne i Cambodia, evakueret af det kommunistiske Khmer Rouge og drevet ud på landet.
I dag er Siem Reap uden tvivl Cambodias hurtigst voksende by og fungerer som adgangsport til de verdensberømte Angkor templer.

## Billedgalleri
- Siem Reap

## Eksterne links
- Wikimedia Commons har flere filer relateret til Siem Reap
- Siem Reap – Porten til Angkor (officiel hjemmeside for Siem Reap på www.siemreap-town.gov.kh)
- Angkor Wat – Siem Reap billeder Arkiveret 26. juli 2008 hos  Wayback Machine